# Kousz György
Kousz György (szlovénül Juri Kous, vendül Jürko Kous) (Pertócsa, 1776. k. – Pertócsa, 1829?) magyarországi szlovén kántortanító, a mai Perestó (ma Pertoča, Szlovénia) iskolmestere volt.
Történeti dokumentumokban 1808-ban tűnik fel. A vizitáció szerint helybeli születésű, körülbelül egy évtizede taníthatott a faluban.

Perestón keletkezett egy római katolikus énekeskönyv, amely 256 vendül szóló templomi éneket tartalmazott, tovább 1 világi éneket, tulajdonképpeni verset, valamint egy litániát és passiót Máté evangéliumából. A könyv végén egy Kniga hisztoriánszke c. prózai alkotás is található. Keletkezésének évszáma és a szerző neve nincs feltüntetve, Ivan Škafar történész teszi 1800 körülre az énekeskönyv íródása. Az adatok alapján ekkor Kousz volt a kántortanító a faluban, de még az sem kizárt, hogy az akkori plébános Pauli István is szerezhette.
Kouszról nincs további adat a plébánia iratai között. 1829-ben a falu tanítója Kousz Iván, v. János, nem kizárt, hogy György fia, aki ekkor 22 éves és szintén helybeli születésű.